# رادفورد الکوک

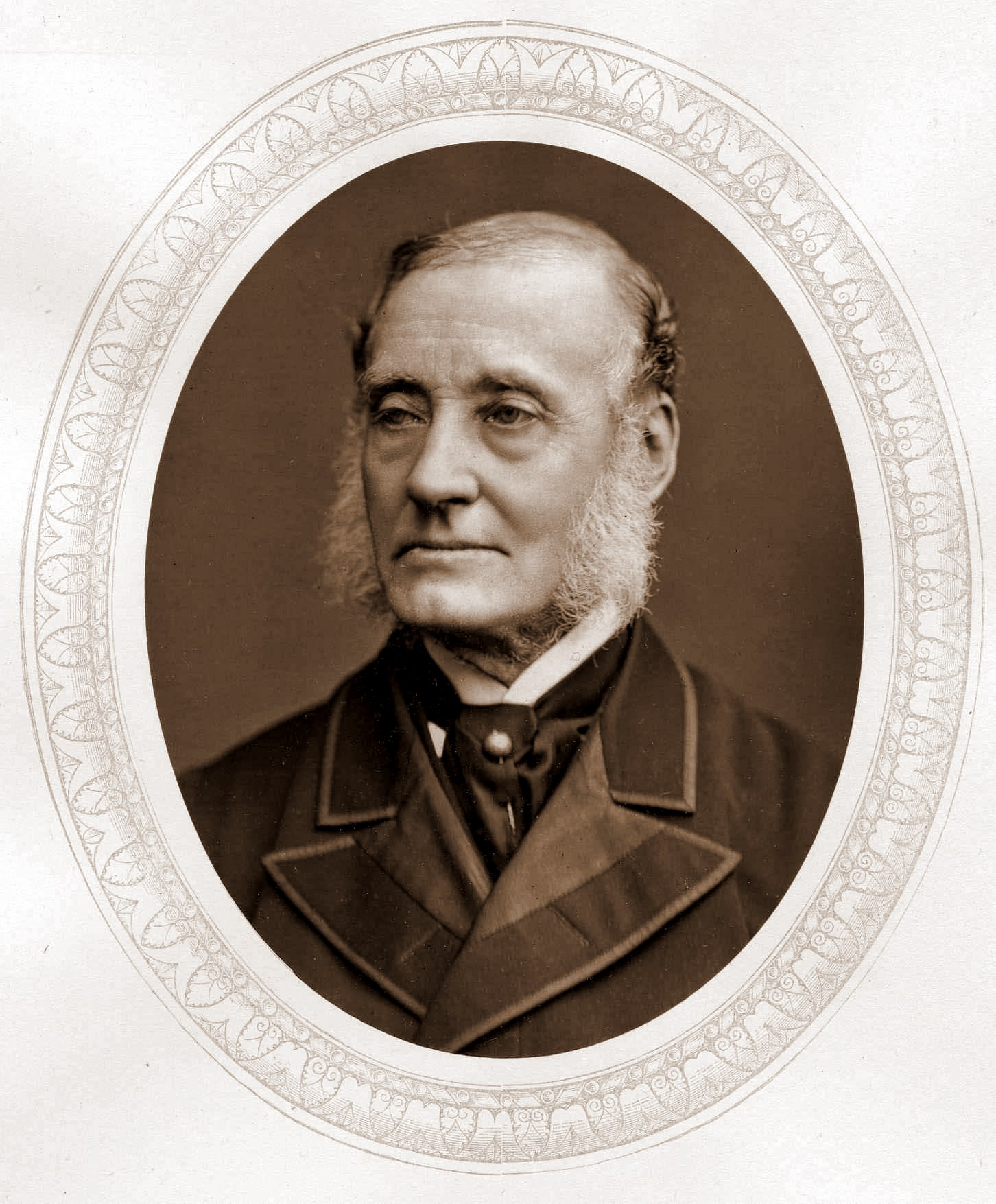
رادفورد الکوک

رادفورد الکوک (انگلیسی: Rutherford Alcock) (مه ۱۸۰۹ – ۲ نوامبر ۱۸۹۷) اولین نماینده دیپلماتیک بریتانیا در ژاپن بود.